# Indice analitico

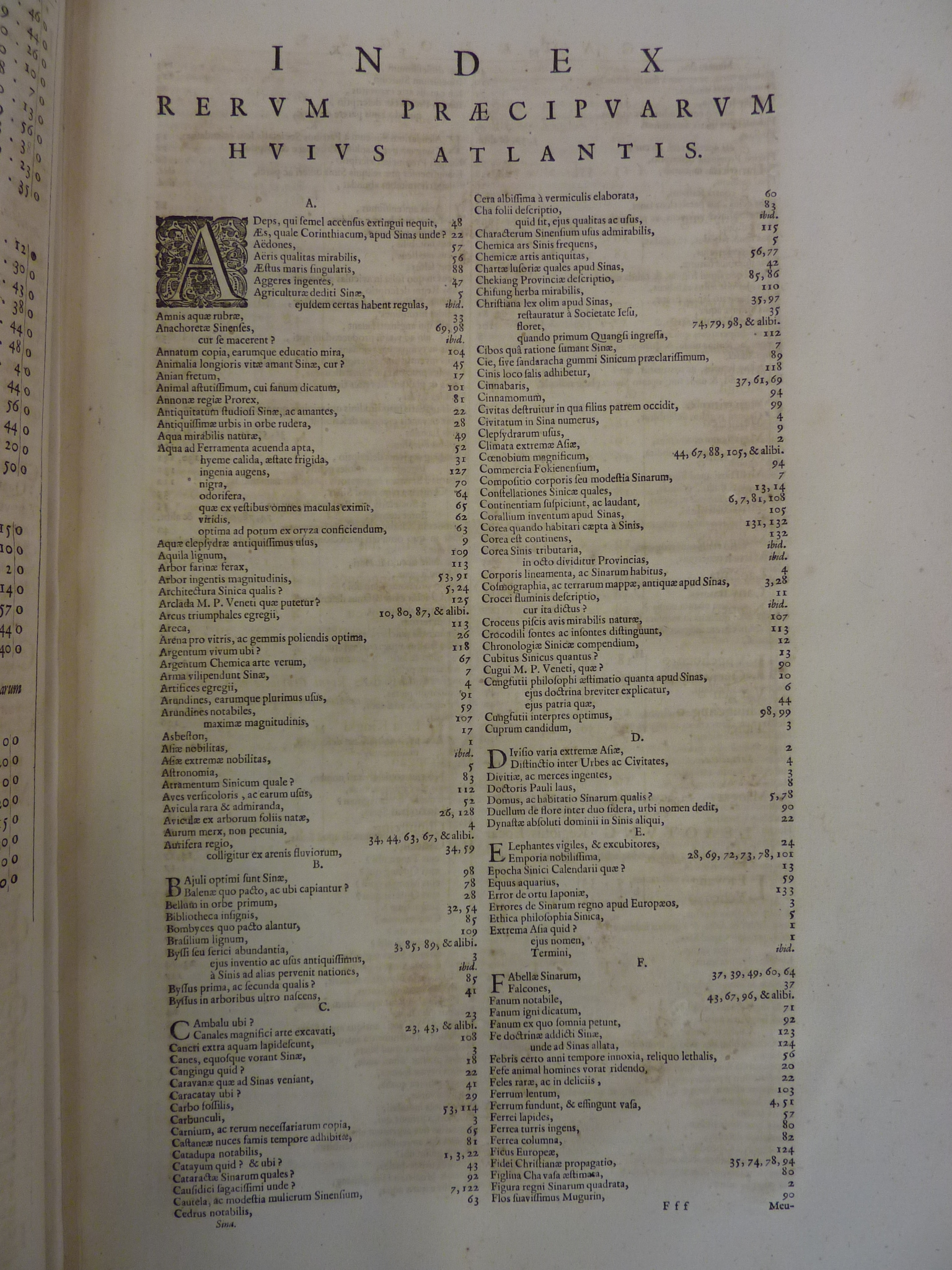
La prima pagina dell'indice del Novus Atlas Sinensis di Martino Martini (pubblicata come sezione del volume 10 dellAtlas Maior di Joan Blaeu nel 1655).

L'indice analitico è un elenco strutturato di parole o locuzioni (dette "voci") trattate o citate all'interno di un testo e corredate da uno o più indicatori (detti anche "puntatori") che rimandano alle parti di testo dove è menzionata la voce relativa. Spesso le voci sono ordinate per soggetti trattati o per argomenti.
Le voci di un indice analitico comprendono nomi di persone, luoghi, eventi e concetti selezionati come rilevanti e d'interesse per il lettore. I puntatori di tali indici sono in genere i numeri di pagina, ma possono essere anche numeri di paragrafo o numeri di sezione. Un indice analitico è normalmente ordinato alfabeticamente oppure, più raramente, in base al numero di occorrenze della voce all'interno del testo sottoposto a indicizzazione o spoglio lessicale. Infine può essere strutturato per tipo di argomento. Si hanno quindi: l'indice dei nomi, l'indice degli autori, l'indice dei luoghi, ecc.
Gli indici analitici sono uno strumento di consultazione: il lettore se ne serve per trovare rapidamente e facilmente un'informazione. Un indice analitico completo e utile non è un semplice elenco casuale di parole e frasi utilizzate in un testo, ma rappresenta più propriamente una mappa strutturata dei contenuti, compresi i riferimenti incrociati, i raggruppamenti di concetti simili e altre utili suddivisioni. L'indice analitico, insieme al sommario (o indice dei contenuti) consente l'accesso alle informazioni presenti in un testo, ma a differenza del sommario, che elenca meramente i titoli dei capitoli, delle sezioni e delle sottosezioni che compongono il testo, consente un accesso più specifico e dettagliato: permette cioè al lettore di individuare rapidamente un elemento all'interno di un testo, senza essere costretto a leggere tutto il testo stesso.
Gli indici analitici sono spesso inseriti all'interno dei libri (specialmente nell'appendice) o dei testi indicizzati, ma esistono anche pubblicazioni di indici a sé stanti, anche chiamate concordanze.

## Storia
La creazione di un indice si basa sulla padronanza del sistema di classificazione alfabetica. Questo metodo, conosciuto fin dall'antichità, è stato alla base della costituzione dei glossari medievali, gli antenati degli odierni dizionari. Lo stesso metodo è stato applicato anche per la stesura della Suda, una grande enciclopedia bizantina risalente al X secolo, ma ancora non si trattava di veri e propri indici degli argomenti. I primi indici indipendenti conosciuti sono aggiunti ai cartolari per documentare i diversi titoli e proprietà di istituzioni ecclesiastiche, all'inizio del XII secolo; mirano ad organizzare sinteticamente e alfabeticamente i nomi dei terreni interessati dagli atti trascritti nei cartolari. Un importante indice dell'epoca fu il Floriger Liber, redatto intorno al 1130 da Gregorio da Catino, amanuense dell'abbazia di Farfa, nel Lazio. A partire dal XIII secolo le tecniche di indicizzazione dei testi si svilupparono particolarmente in Francia, dove vennero prodotti i primi indici, o concordanze, di testi sacri e in particolar modo della Bibbia. Nel 1467 Peter Schöffer e Johannes Fust pubblicarono e stamparono un testo su sant'Agostino che includeva un indice. Nel 1614, Antonio Zara, l'allora vescovo della minuscola diocesi di Pedena in Istria, incluse un indice nella sua enciclopedia Anatomia ingeniorum et scientiarum.

## Processi di indicizzazione

### Indicizzazione manuale
L'indicizzatore legge il testo, individuando i concetti indicizzabili (cioè quelli per i quali il testo fornisce informazioni utili e che saranno di rilevanza per il lettore). L'indicizzatore crea le voci di indice per rappresentare tali concetti: le voci sono formulate in modo tale che possano essere trovate una volta disposte in ordine alfabetico. Gli indicizzatori devono analizzare ed elaborare il testo per fare in modo che concetti e argomenti non citati letteralmente nel testo vengano inclusi all'interno dell'indice: ad esempio un indice potrebbe contenere una voce "indicizzazione" che punta a una sezione del testo che spiega "come creare un indice". Le voci e i relativi indicatori (i puntatori alla posizione nel testo) vengono formattati e l'indice è quindi uniformato. Esistono diversi programmi software dedicati per l'indicizzazione di testi, per assistere l'indicizzatore nelle speciali esigenze di ordinamento e copia coinvolte nella preparazione di un indice.

### Indicizzazione automatica
L'indicizzazione automatica incorpora le voci di indice in mezzo al testo stesso; queste voci vengono segnalate da codici in modo che non vengono visualizzate normalmente nel testo, ma solo nell'indice. L'utente può quindi generare automaticamente l'indice a partire dal testo nascosto e la posizione delle voci incorporate determina la creazione dei puntatori dell'indice. In questo modo, se l'impaginazione o il testo vengono modificati, l'indice può essere rigenerato con i nuovi puntatori. La maggior parte dei software di elaborazione testi, come ad esempio LibreOffice Writer, Microsoft Word, WordPerfect, Pages, così come alcuni software di desktop publishing tipo Scribus, Adobe FrameMaker o Adobe InDesign dispongono di strutture e accorgimenti per l'indicizzazione integrata.

## Esempi
Alcuni esempi di struttura delle voci di un indice:
"girasole, 47" ← voce semplice
"aneto, 41-42, vedi anche spezie" ← voce che indirizza il lettore a termini correlati
"Malus domestica, vedi melo" ← voce che reindirizza il lettore al termine utilizzato nel testo
"alberi da ombra" ← raggruppamento di voci (potrebbe non comparire fisicamente nel testo, ma essere generato dall'indicizzatore)
"quercia, 93" ← voci secondarie
"pino, 46"
"castagno, 14"

## Riferimenti nella narrativa
- Nel romanzo di Jorge Luis Borges, La biblioteca di Babele, è citato una sorta di indice degli indici che cataloga tutti i libri presenti nella biblioteca, la quale, nell'universo narrativo, contiene tutti i libri possibili.
- Nel romanzo Ghiaccio-nove di Kurt Vonnegut, c'è un personaggio, Claire Minton, che compila indici per lavoro e sostiene di essere in grado di leggere un autore basandosi sull'indice creato per il suo testo.
- In Fuoco pallido di Vladimir Nabokov è presente la parodia di un indice che riflette la follia del narratore.